# Pont de Soissons (Saint-Denis)
Le pont de Soissons est un pont ferroviaire situé à Saint-Denis, en Île-de-France, à l'ouest de la Petite Espagne.

## Situation et accès
Constitutif de la ligne de La Plaine à Hirson et Anor (frontière), il franchit l'avenue du Président-Wilson (sous laquelle passe l'autoroute A1) et la rue du Landy. Des centaines de trains y passent tous les jours.
Le pont comporte quatre voies, deux affectées au RER B, les deux autres à diverses circulations : ligne K du Transilien, TER Hauts-de-France, projet de CDG Express.
Ce pont ne doit pas être confondu avec le pont ferroviaire dit de Soissons, situé sur la ligne de Soissons à Givet.

## Origine du nom
Son nom provient du fait que l'ouvrage est un élément de la ligne de chemin de fer de Paris à Soissons, ouverte par étape entre 1860 et 1862 et actuellement section de la ligne de La Plaine à Hirson et Anor (frontière).

## Historique
Le pont date de 1860, première année de mise en service par étapes de la section Paris – Soissons, de la ligne de La Plaine à Hirson et Anor (frontière),. Une première halte, l'arrêt du Pont-de-Soissons, plus tard agrandi et renommé « Gare de La Plaine-Voyageurs », est établie à la sortie est du pont afin de desservir La Plaine Saint-Denis.
Pendant le siège de Paris en février 1871, le pont est barricadé.
À cet endroit, de 1888 à 1938, passait une ligne de l'ancien réseau de tramway d'Île-de-France.
En 1911, au moment du quadruplement de la ligne entre Paris et Aulnay-sous-Bois, le pont est élargi et la chaussée surbaissée afin de faire passer le tramway. Des colonnes métalliques sont substituées aux piliers en maçonnerie.
Le pont a donné son nom à l’école primaire du Pont de Soissons (renommée par la suite école primaire Robespierre).
Pendant le bombardement du 21 avril 1944, deux bombes tombent à proximité et une sur le pont, tuant les Caporuscio, une famille de six enfants, qui sera inhumée au cimetière de Saint-Denis.
Les piliers sont remplacés en 1960.
En 1964, une déviation est mise en place pendant les travaux de construction de l’autoroute A1.
Des travaux d'entretien sont réalisés en 1998, au moment où l’ancienne gare de La Plaine-Voyageurs est délaissée pour la nouvelle gare de La Plaine - Stade de France sur la RER B afin de desservir le Stade de France.
Une rénovation était prévue en 2022 et 2023 afin notamment de réduire le niveau sonore dû au passage des trains : au lieu d'être à même les poutrelles métalliques, les rails seront posés sur du ballast,, mais les travaux devraient être réalisés en 2026 et 2027[réf. nécessaire].

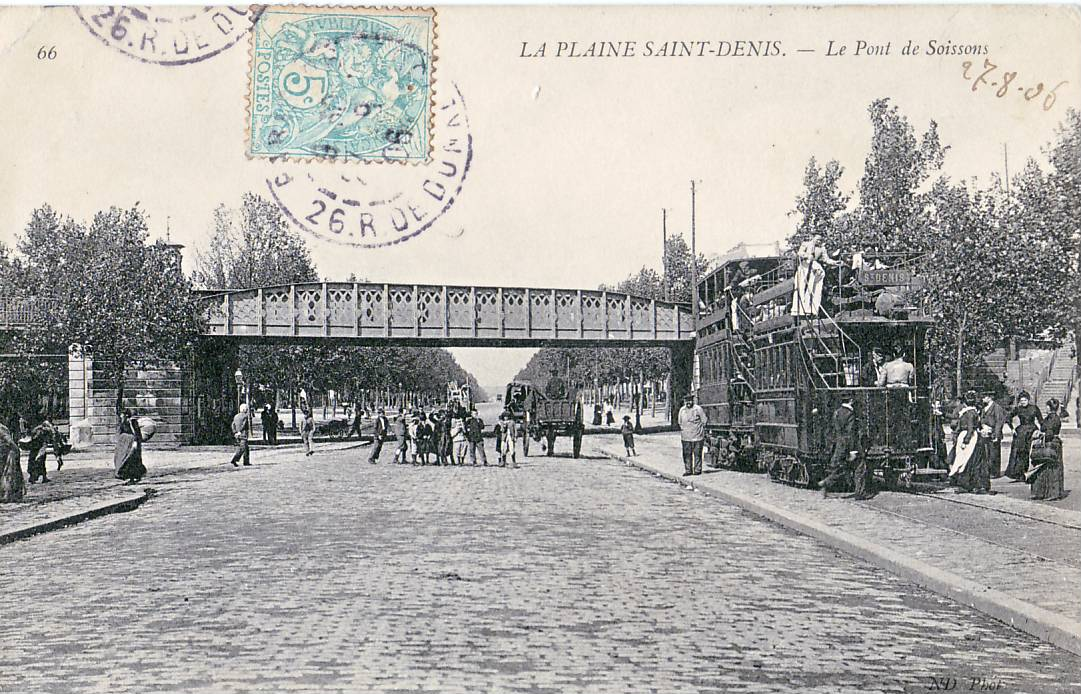
Le pont, dans la direction de Saint-Denis, avant 1906, date de l'expédition de cette carte postale. Le pont ne sera élargi qu'après 1908.
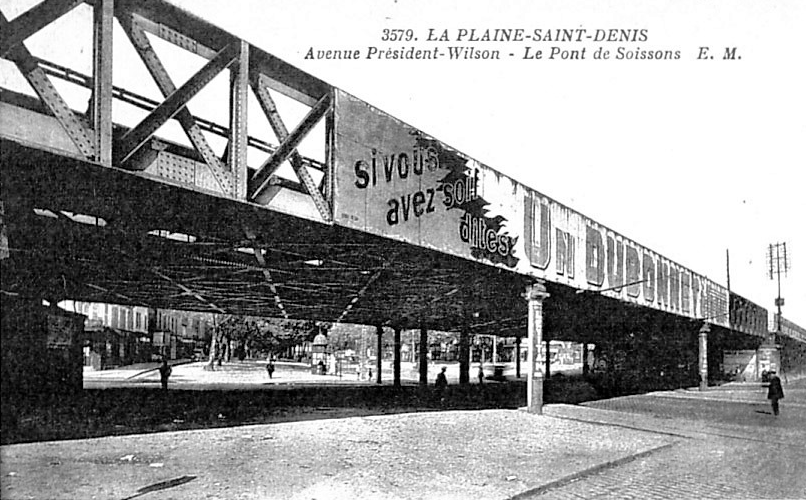
Le pont vers 1920. en direction du centre de Saint-Denis. Les lignes électrifiées du tramway passant sous le pont sont visibles.
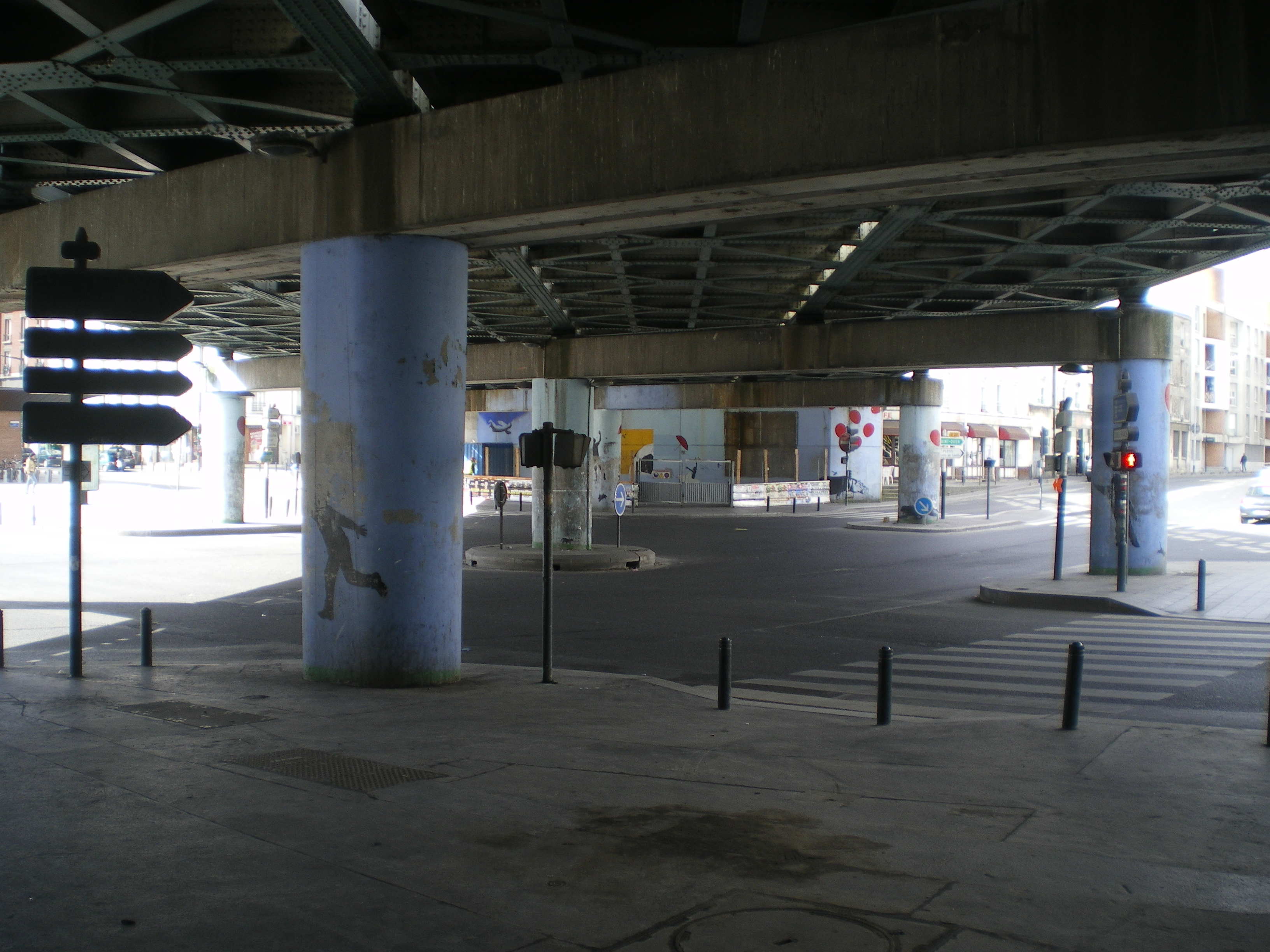
En 2012, le viaduc de la ligne de la Plaine à Hirson, à Saint-Denis.

### Note
1. 1 2  La ligne de Paris à Soissons est ouverte le 4 juin 1860 jusqu'à Sevran, en 1861 jusqu'à Villers-Cotterêts et en 1862 jusqu'à Soissons. Elle est prolongée jusqu'à Anor et la frontière belge entre 1866 et 1868.